# Acacia volubilis
Acacia volubilis är en ärtväxtart som beskrevs av Ferdinand von Mueller. Acacia volubilis ingår i släktet akacior, och familjen ärtväxter. Inga underarter finns listade i Catalogue of Life.